# Silabario (sistema de escritura)

Los silabarios suelen comenzar como logogramas simplificados, como muestra aquí el sistema de escritura japonés katakana. A la izquierda se representa el símbolo moderno y a la derecha la forma original china de la que procede.

Un silabario es un conjunto de caracteres o símbolos escritos que representan (o aproximan) sílabas que forman las palabras. Un símbolo en un silabario normalmente representa un sonido consonántico seguido de un sonido vocálico. En un auténtico silabario no hay similitudes gráficas entre caracteres fonéticamente relacionados, aunque algunos sí tienen similitudes gráficas para las vocales. Esto quiere decir que los caracteres que representan por ejemplo las sílabas ke, ka y ko no tienen una similitud gráfica para indicar el sonido k que comparten.
Entre los sistemas de escritura que utilizan silabarios total o parcialmente se encuentran el japonés, el cheroqui, las antiguas escrituras cretenses (Lineal A y Lineal B) y varios sistemas de escritura índica y cuneiforme. Los silabarios propiamente dichos incluyen símbolos separados para cada posible sílaba que pueda darse en la lengua; un sistema parecido es el de los alfasilabarios, que utilizan un sistema de símbolos consonánticos que incluyen una vocal inherente.
El inventario de signos se llama también silabario y normalmente incluye desde unas pocas docenas hasta unos cientos de caracteres, llamados silabogramas. En términos de complejidad visual, las escrituras silábicas se encuentran entre las escrituras segmentarias alfabéticas y los sistemas de escritura morfográficos.

## Origen y principio
La mayoría de los llamados sistemas de escritura autóctonos desarrollados en la antigüedad, pero también hasta la modernidad media, utilizan sólo o principalmente caracteres silábicos, lo que sugiere que éste puede ser el enfoque más intuitivo de la escritura. En consecuencia, el número de variantes de escritura silábica es elevado. Sin embargo, debido al predominio de las escrituras segmentarias en Europa y Oriente Medio, así como a la colonización y misionización de grandes partes del mundo a partir de ahí, que también llevaron la escritura a culturas anteriormente sin escritura y desplazaron las tradiciones de escritura existentes en algunos lugares, el alfabeto latino es el predominante en la actualidad.
La filóloga Silvia Ferrara señala que en el lenguaje, el sonido se emite de forma natural en forma de sílabas, por lo que las primeras escrituras se organizaron en torno a la estructura silábica. Señala que: "pensamos en sílabas, nos comunicamos en sílabas, cantamos en sílabas, inventamos la escritura en sílabas" y que toda nuestra comunicación gira en torno a la sílaba. En su opinión, el éxito del alfabeto (un solo sonido que corresponde a una sola letra) en la cultura occidental es por tanto "solo una coincidencia, un epifenómeno cultural, un suceso extremadamente improbable de alto impacto".
Así, las escrituras de tipo silabario ven generalmente la consonante "con" una vocal, de modo que su unidad básica es la sílaba, a diferencia de los sistemas alfabéticos que "descomponen" la lengua en consonantes y vocales. En consecuencia, el silabario requiere muy a menudo un mayor número de signos que el alfabeto: entre 80 y 120 por término medio para el primero, frente a una treintena para el segundo. Este último es, por tanto, más "económico".
Un ejemplo notable de la invención de un silabario es el silabario cheroqui, inventado por Sequoyah entre las décadas de 1810 y 1820. Aunque los grafemas se tomaron prestados de los símbolos vistos por Sequoyah en los alfabetos europeos, representan fonemas diferentes y, a diferencia de los sistemas de escritura europeos, se trata de un verdadero silabario. Lo que se cuenta del extraordinario logro de Sequoyah es que intentó crear grafemas para cada palabra. Al encontrarlo demasiado difícil, pasó a desarrollar grafemas para cada sílaba. Tuvo tanto éxito que consiguió que en la década de 1830 la tasa de alfabetización de la Nación Cherokee superara a la de los colonos europeos.

## Tipos
Un sistema de escritura que utiliza un silabario está completo cuando cubre todas las sílabas que están presentes en la correspondiente lengua hablada sin recurrir a complejas reglas ortográficas como pueden ser vocales silenciosas, vocales eco o codas implícitas.
Los verdaderos silabogramas son aquellos que logran abarcar todas las partes de una sílaba, por ejemplo, inicio, núcleo medio y coda final. Sin embargo, mientras el inicio y la coda son opcionales al menos en algunas lenguas, hay verdaderos silabogramas medios (núcleo), de inicio (inicio-núcleo), finales (núcleo-coda) y completos (inicio-núcleo-coda). La mayoría de los silabarios solo muestran uno o dos tipos de silabogramas y forman otras sílabas mediante reglas ortográficas.
Los silabogramas de los silabarios son puros, analíticos o arbitrarios si no comparten similitudes gráficas que correspondan a similitudes fónicas, por ejemplo, el símbolo para ka no refleja de ninguna manera predecible el símbolo para ki ni el símbolo para a . Por otro lado, son sintéticos si varían por inicio, núcleo o coda; y son sistemáticos si varían por todas ellas.

## Idiomas que utilizan silabarios
Entre los idiomas que utilizan el sistema silabario se encuentran el japonés, el cheroqui, el vai, las lenguas yi del este de Asia, el Ndyuka – una lengua criolla derivada del inglés – el Xiangnan Tuhua y el griego micénico (lineal B). Además, algunos creen que el lineal A cretense no descifrado es una escritura silábica, aunque esto no ha sido comprobado.
El chino, la escritura maya y la cuneiforme son sistemas altamente silábicos en naturaleza, aunque basados en logogramas, por lo que también se les llama logosilábicos.
La escritura japonesa contemporánea emplea dos silabarios, denominados kana, el hiragana y el katakana, además de los sistemas no silábicos del kanji y el romaji; los kana fueron desarrollados alrededor del año 700. Más que sílabas, representan moras, que son unidades fonológicas internas a la sílaba y que abarcan uno o varios fonemas. Se emplean principalmente para escribir palabras con función gramatical y afijos flexivos, así como para palabras extranjeras, por ejemplo, hotel es ho-te-ru y se escribe con tres kanas ホテル. Como la sílaba típica japonesa en su mayoría presenta forma CV (consonante + vocal), el silabario está bien adaptado para escribir el idioma, aunque también hay sílabas más complejas (con varias moras) que se escriben con varios símbolos en vez de solo uno.
Así, el silabario solo es una opción razonable en idiomas que tienen principalmente sílabas sencillas de tipo CV o similar. Sin embargo, se suele argumentar que la escritura japonesa no es puramente silábica, sino moraica, ya que cada carácter se corresponde con una mora.
Los idiomas que utilizan silabarios hoy en día tienden a presentar estructuras fonotácticas simples, con una predominancia de sílabas de tipo CV. Por ejemplo, la escritura Yi moderna se utiliza para escribir idiomas que no tienen diptongos o codas silábicas; inusuales entre silabarios, donde hay un glifo separado para cada combinación consonante-vocal-tono (CVT) y el idioma (aparte del tono que está indicado con un diacrítico).  Por otra parte, el español admite estructuras silábicas más complejas, dificultando su escritura mediante un silabario. Deberían ser distintos los caracteres para "ba", "be", "bi", "bo", "bu", "bla" ~ "blu", "bra" ~ "bru", "bar" ~ "bur", etcétera.
Unos pocos silabarios tienen glifos para sílabas que no son monomoraicos; algunos se simplificaron con el paso del tiempo para eliminar esa complejidad. Por ejemplo el silabario original del vai solía tener glifos separados para las sílabas que terminaban en una coda (doŋ), una vocal larga (soo), o un diptongo (bai), aunque no hay suficientes glifos para distinguir todas las combinaciones de CV (algunas distinciones fueron ignoradas). El sistema de escritura moderno se ha expandido para cubrir todas las moras, sin embargo, al mismo tiempo ha reducido y excluido todas las otras sílabas. Las sílabas bimoraicas ahora son escritas con dos letras, mientras que en japonés los diptongos se escriben con la ayuda de glifos V o hV  y la coda en consonante nasal se escribe con su propio glifo, que puede formar una sílaba propia en vai.
En la escritura Lineal B que se utilizó para transcribir el griego micénico (una lengua con sílabas complejas), los inicios consonantes complejos se escribían o bien con dos glifos o simplificados a uno. mientras las codas eran generalmente ignoradas. Ejemplo: ko-no-so para Κνωσός Knōsos, pe-ma para σπέρμα esperma.
El silabario cheroqui utiliza generalmente vocales ficticias para las consonantes de la coda silábica, pero también presenta grafemas para /s/ que se pueden utilizar como coda y como grupo de consonantes inicial /sC/.

Silabario cheroqui

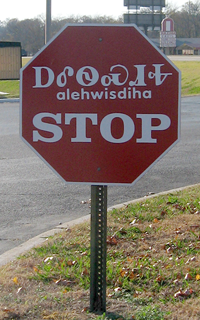
Señal de tráfico de stop multilingüe que emplea el alfabeto latino y el silabario cheroqui en Tahlequah, Oklahoma, EE. UU.

## Otros idiomas con escritura silábica
Otros idiomas que utilizan una escritura por sílabas incluyen el chino, el griego micénico con el lineal B y el silabario chipriota; idiomas nativos americanos como el cherokí, el ojibwa, el cree o el esquimal y africanos como el vai y el mende (o kikakú). La escritura cuneiforme, formada por muchos sistemas diferentes que sirven para representar una gran variedad de lenguas muy diversas y no siempre emparentadas, también hace uso de sistemas silábicos, aunque con cierta abundancia de elementos logográficos en idiomas ya extintos tales como el sumerio y el acadio; sin embargo, algunas escrituras cuneiformes, como por ejemplo el ugarítico, son alfabetos. La escritura maya, por su parte, también hace un uso complejo de fusión entre silabario y elementos logográficos en sus glifos donde abundan las relaciones polivalentes tanto de polifonía como de homofonía.
El etíope y muchas lenguas del subcontinente indio tienen alfabetos conocidos como abugidas que a un occidental pueden parecer silabarios, pero no lo son. Ambos utilizan símbolos distintos para consonantes y vocales. Frecuentemente el símbolo para la vocal se añade al de la consonante, creando la impresión de una unidad silábica.

## Lista de silabarios y sistemas relacionados
- El silabario sumero - acadio, también utilizado por muchas lenguas del antiguo Cercano Oriente.
- Lineal A diseñado y utilizado en Creta durante el período minoico, una de las primeras escrituras europeas.
- Sistemas moraicos de kanas japoneses (hiragana y katakana).
- El Chérokî utiliza un silabario inventado por Sequoyah a principios del siglo XIX.
- El silabario yi, utilizado para escribir nosu, una variedad de lengua tibeto - birmana hablada en Sichuan, China, estandarizada desde 1979.
- El silabario geba, utilizado para escribir (junto con los pictogramas de la escritura dongba) Naxi, una variedad de la lengua lolo-birmana hablada en Yunnan, China.
- Nüshu, que era utilizado exclusivamente por mujeres en el condado de Jiangyong, provincia de Hunan, China , y cuyo último usuario murió en 2004.
- Lineal B, utilizado anteriormente para escribir micénico, una forma arcaica del griego antiguo.
- Escritura maya, formada por caracteres correspondientes ya sea a palabras o a sílabas; una misma sílaba se podía representar de varias formas diferentes.
- Los silabarios nativos canadienses (utilizados por inupiaq, inuktun, inuktitut, groenlandés, pero también Blackfoot y cree) también pueden considerarse alfasilabarios, siendo similares los caracteres utilizados para notar los sonidos cercanos.
- El silabario Ditema tsa Dinoko creado para las lenguas SiNtu (lenguas del sur de África).
- Las lenguas de la India y el amárico utilizan alfasílabos, que se encuentran a medio camino entre la escritura silábica y la alfabética.

## Tipo de caracteres
Los caracteres de los “sílabarios sintéticos” están motivados en parte por la repetición de ciertas características dentro de una fila o columna cuando se tabulan por núcleo vocal y borde inicial o final. El silabario también es sistemático si todos los segmentos fonéticos corresponden a propiedades gráficas. Ambos ocurren principalmente en silabarios modernos específicamente desarrollados.
Por ejemplo, por un lado, los símbolos de sílabas de / ka / y / ku / podrían ser similares de la misma forma que los de / ta / y / tu / y, por otro lado, los de / ka / y /. ta / así como aquellos para / ku / y / do / tienen una similitud gráfica, o ambas. Estos cambios sistemáticos se pueden crear agregando glifos parciales (por ejemplo, Gəʿəz ) o mediante traducciones geométricas como rotar y voltear (por ejemplo, Cree ).
Otras sílabas utilizan silabogramas arbitrarios sin similitudes aparentes entre sí y se denominan analíticas (por ejemplo, kana ). Estos símbolos a menudo surgieron con el tiempo a partir de precursores logográficos, y los símbolos de palabras se usaban solo por su pronunciación y ya no por su significado, y posiblemente se simplificaban gráficamente.
En un verdadero silabario, cada carácter representa una sílaba del idioma correspondiente (por ejemplo, cherokee ), es decir. h. Un verdadero silabograma cubre todas las partes de una sílaba, es decir (según la fonología occidental) los sonidos inicial, máximo y final. Dado que tanto el borde inicial como el final, es decir, toda la capa de la sílaba, son opcionales, al menos en algunos idiomas, hay silabogramas iniciales ων / β , núcleo ν , final νκ / ρ y completos ωνκ / σ , aunque en la mayoría de los silabarios solo son simples. los de inicio- Cvy silabogramas básicos Vser usado.
En los silabarios espurios, los silabogramas a veces deben combinarse para formar una sílaba hablada, p. B. en el sistema de escritura japonés〈Cv〉 +ん⟨n⟩ = / Cvn / o ⟨ C i j V ⟩ = / CjV _/. Por lo tanto, el kana en particular puede describirse como una “ escritura Moren ”, porque sus símbolos silábicos no pueden contener una vocal larga o un diptongo, ni una coda nasal, ni un grupo de consonantes y semivocales al principio sin una combinación. Esto corresponde a las reglas de costumbres y sílabas en japonés hablado.
Un silabario es “completo” si cubre todas las sílabas posibles de una lengua hablada correspondiente sin tener que recurrir a otras reglas grafematicas en el sistema de escritura. En la práctica, este objetivo, que es similar a las ortografías alfabéticas “planas”, nunca se logra por completo.

## Diferencia con abugidas
Las lenguas de la India y el sudeste asiático, así como las lenguas semíticas etíopes, tienen un tipo de alfabeto llamado abugida o alfasilabario. En estas escrituras, a diferencia de los silabarios puros, las sílabas que comienzan con la misma consonante se expresan en gran medida con grafemas basados regularmente en elementos gráficos comunes. Por lo general, cada carácter que representa una sílaba consta de varios elementos que designan los sonidos individuales de esa sílaba.
En el siglo XIX, estos sistemas se denominaron silábicos, término que ha sobrevivido en nombre de las silábicas aborígenes canadienses (también abugida).
En un verdadero silabario puede haber similitud gráfica entre caracteres que comparten una consonante o un sonido vocálico común, pero no es sistemática ni regular. Por ejemplo, los caracteres ka ke ko en japonés hiragana – か け こ – no tienen similitudes para indicar su sonido /k/ común. Compare esto con Devanagari, una abugida, donde los caracteres de ka ke ko son क के को respectivamente.